# Władysław Józef Zaleski
Władysław Józef Zaleski herbu Jelita (ur. 14 lipca 1894 w Sanoku, zm. 5 lutego 1982 w Londynie) – polski doktor praw, dyplomata, adwokat, oficer dyplomowany Wojska Polskiego II RP, uczestnik czterech wojen, mianowany przez władze RP na uchodźstwie na stopień pułkownika, działacz państwowy na emigracji, prezes Najwyższej Izby Kontroli na Uchodźstwie w latach 1974–1978.

## Życiorys

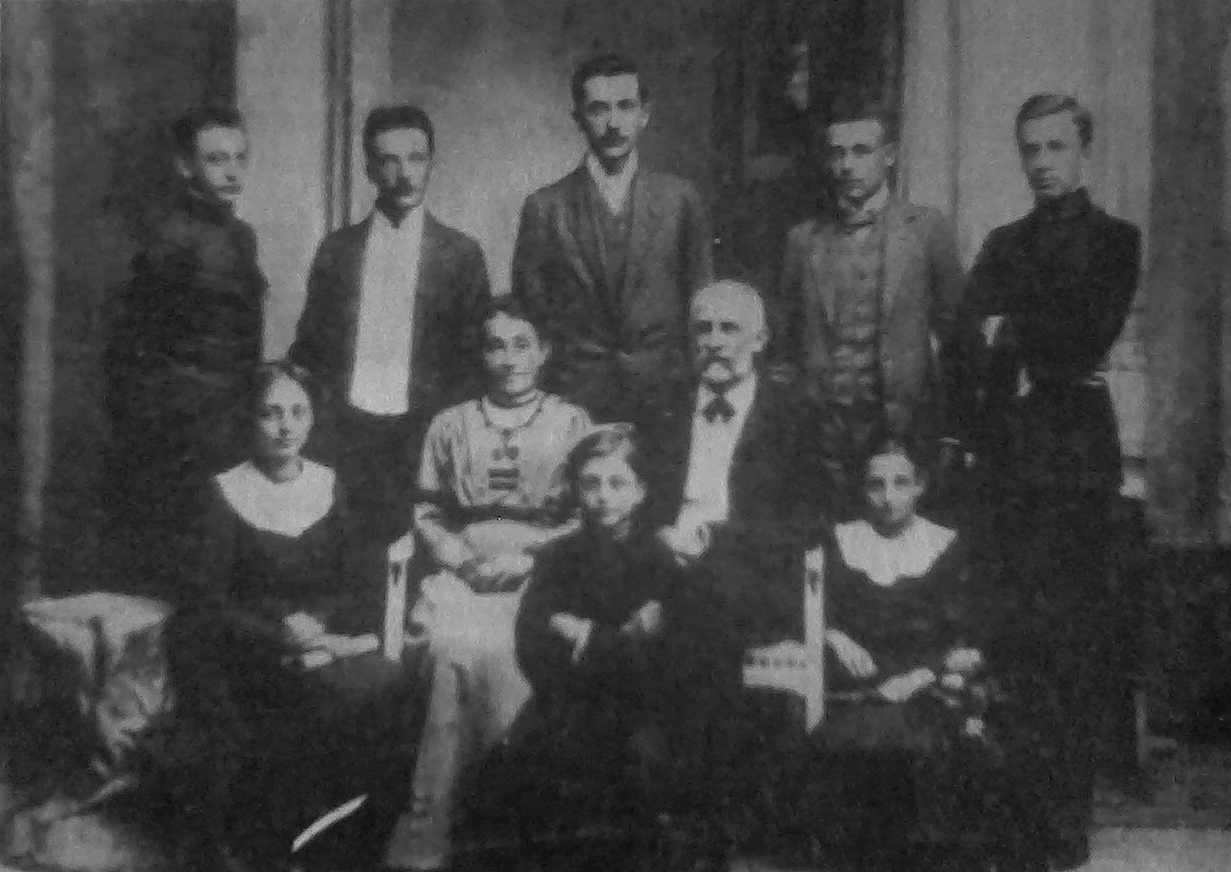
Rodzina Zaleskich (ok. 1906-1912)

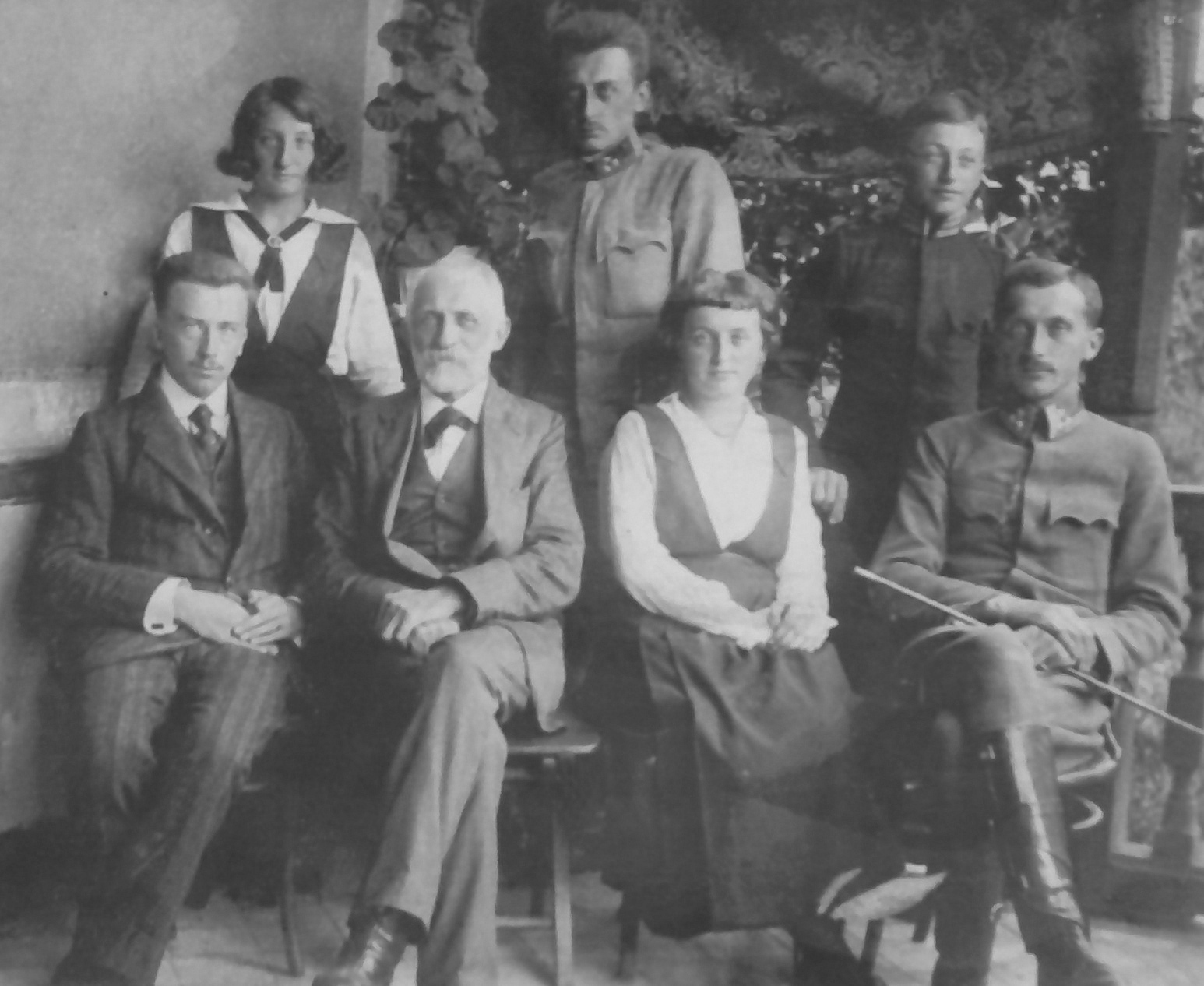
Rodzina Zaleskich (ok. 1912-1918). Władysław Zaleski u góry w środku

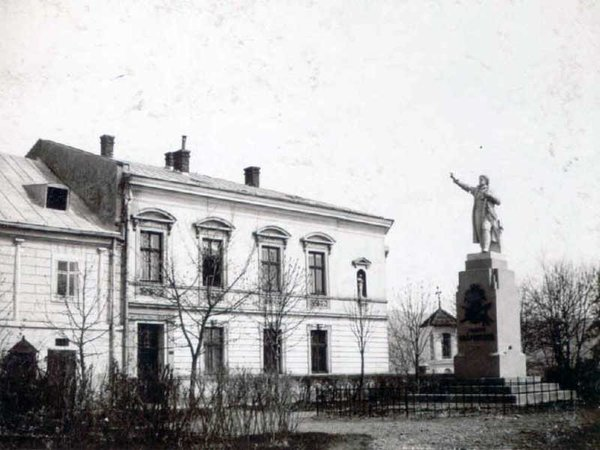
Willa Zaleskich w Sanoku w 1. poł. XX wieku

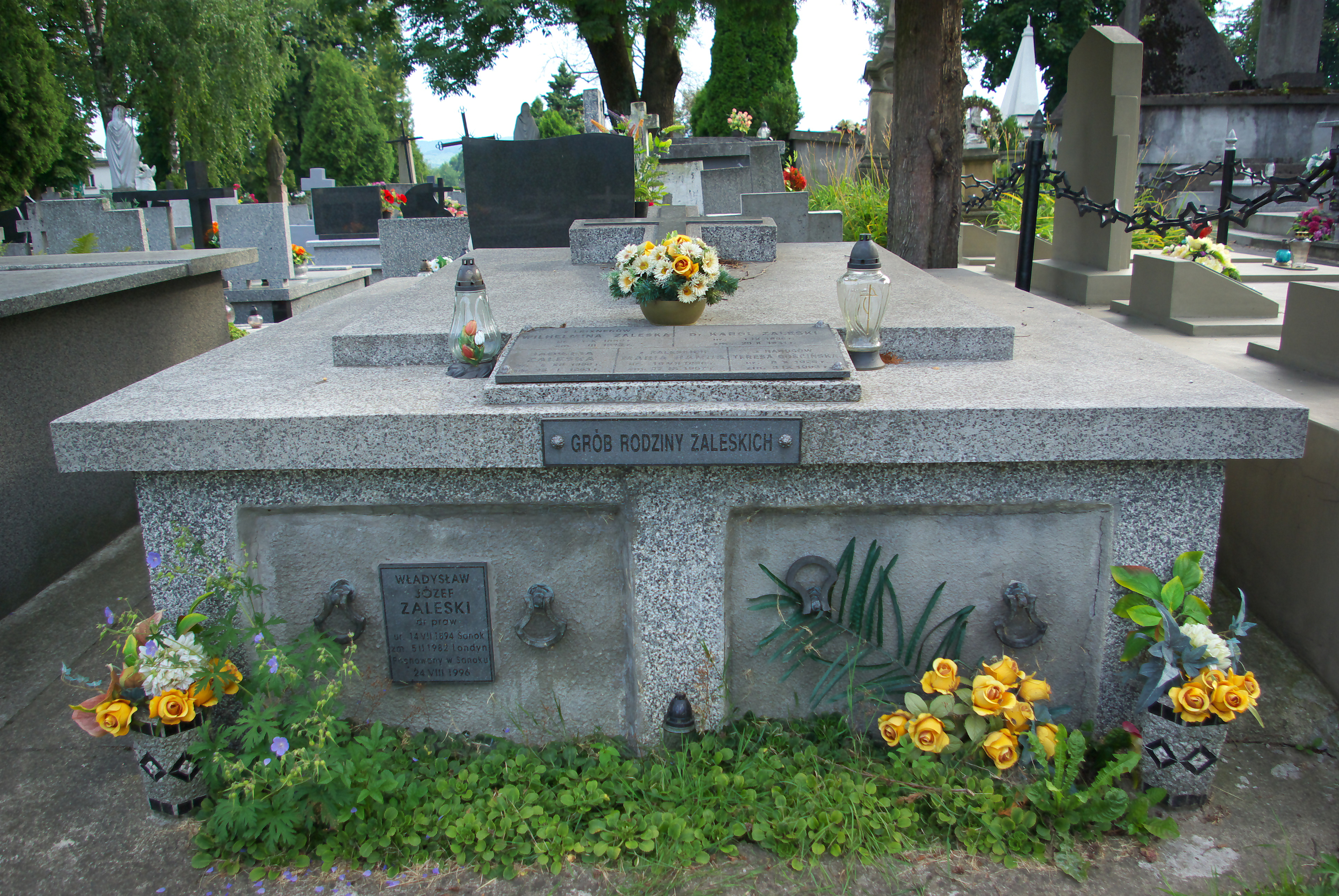
Grobowiec rodziny Zaleskich w Sanoku

Władysław Józef Zaleski urodził się 14 lipca 1894 w Sanoku. Był wnukiem Ludwika Zaleskiego z Mikuliczyna, powstańca listopadowego. Pochodził z szanowanej rodziny osiadłej w Sanoku. Syn lekarza i społecznika Karola Zaleskiego (1856–1941) i nauczycielki Wilhelminy z domu Leixner (1859–1912). Miał ośmioro rodzeństwa: (pięciu braci i trzy siostry), byli to kolejno: Tadeusz (ur. 1887), Juliusz (ur. 1889), Karol (ur. 1890), Zygmunt Jan (ur. 1892), Maria Elżbieta (1896-1967, po mężu Hanus), Jakub (ur. 1899), Jadwiga (ur. 1900), Zofia Ludwika (1903–1906, zmarła w dzieciństwie na zapalenie opon mózgowych). Rodzina zamieszkiwała w tzw. Willi Zaleskich. Dwóch z jego braci, Juliusz i Jakub w 1940 zostało ofiarami zbrodni katyńskiej.
W 1913 zdał egzamin dojrzałości w C. K. Gimnazjum w Sanoku (w jego klasie byli m.in. Władysław Brzozowski, Jan Bratro, Stanisław Szwed, Roman Ślączka). Był jednym z pierwszych członków ruchu skautowego w Sanoku, został członkiem tajnego „oddziału ćwiczebnego” im. Hetmana Stanisława Żółkiewskiego, założonego w listopadzie 1909 przez działaczy Organizacji Młodzieży Niepodległościowej „Zarzewie”, od 1911 jako jawna Drużyna Skautowa im. hetmana Stanisława Żółkiewskiego – Ex ossibus ultor (innymi harcerzami byli wówczas m.in. Jan Bratro, Władysław Brzozowski, Julian Krzyżanowski, Tadeusz Piech, Klemens Remer, Tadeusz Remer, Zygmunt Vetulani, Mieczysław Krygowski). W sanockim harcerstwie pełnił funkcję plutonowego. Należał do jej rady plutonowych, na przełomie 1911/1912 założył drużynę harcerską im. Romualda Traugutta przy Gimnazjum Państwowym w Brzozowie, a w lipcu 1913 był w składzie polskiej delegacji skautowej na światowy zlot skautowy w angielskim Birmingham (wraz z nim był Tadeusz Piech). Był członkiem sanockiego gniazda Polskiego Towarzystwa Gimnastycznego „Sokół”, działającego w gmachu przy ulicy Mickiewicza.
Pierwotnie rozpoczął studia na akademii handlowej. Następnie podjął studia prawa w Wiedniu. Po wybuchu I wojny światowej w 1914 wstąpił do Legionu Wschodniego. W 1915 został wcielony do Armii Austro-Węgier i wysłany do walk na froncie albańsko-włoskim (wspólnie z nim m.in. brat Zygmunt oraz koledzy z Sanoka, Jan Kosina i jego brat Stanisław). Został awansowany na stopień chorążego rezerwy z dniem 1 lipca 1916. W 1917 został ranny i trafił na leczenie do szpitala w Krakowie. U kresu wojny w 1918 był oficerem rezerwy 45 pułku piechoty Austro-Węgier w Sanoku.
Dekretem Wodza Naczelnego Józefa Piłsudskiego z 19 lutego 1919 jako były oficer armii austro-węgierskiej został przyjęty do Wojska Polskiego z dniem 1 stycznia 1918 wraz z zatwierdzeniem posiadanego stopnia podporucznika ze starszeństwem z dniem 1 stycznia 1917 (mianowanie na ten stopień uzyskał tym samym rozkazem także jego brat Juliusz) i rozkazem z tego samego dnia 19 lutego 1919 Szefa Sztabu Generalnego płk. Stanisława Hallera mianowany oficerem men. przy dowództwie 3 batalionu Strzelców Sanockich. Następnie szkolił i kierował Pogotowiem Młodzieży, powołanym przez komendanta sanockiego hufca Michała Urbanka, spełniającego zadania utrzymania porządku w mieście, które przyczyniło się następnie do organizacji pierwszych polowych oddziałów wojskowych. W tym czasie prowadził zajęcia przysposobienia wojskowego. Służba w Pogotowiu odbywała się w godz. 8–22 i wyrobiła w służących postawę wojskowego drylu. W batalionie służył do maja 1919 i wówczas trafił do Dowództwa Frontu Galicyjsko-Lwowskiego. Uczestniczył w wojnie polsko-ukraińskiej, w tym obronie Lwowa. Następnie uczestniczył w wojnie polsko-bolszewickiej, w tym w wyprawie kijowskiej. Służył na stanowiskach dowódcy kompanii i dowódcy batalionu.
W niepodległej II Rzeczypospolitej ukończył studia prawnicze na Wydziale Prawa Uniwersytetu Jagiellońskiego uzyskując tytuł doktora praw przed 1923. W Wojsku Polskim został awansowany do stopnia porucznika rezerwy w korpusie oficerów piechoty ze starszeństwem z dniem 1 czerwca 1919. W 1920 został zdemobilizowany jako oficer 80 pułku piechoty. Później pozostawał oficerem rezerwowym 2 pułku Strzelców Podhalańskich w Sanoku (1923, 1924). 
Będąc radcą ministerialnym uchwałą Rady Miejskiej w Sanoku z początku 1922 został uznany przynależnym do gminy Sanok. Od 1923 był pracownikiem służby zagranicznej Ministerstwa Spraw Zagranicznych. Od 5 lipca 1923 do 1 stycznia 1925 pełnił funkcję sekretarza II klasy konsulatu RP w Pradze, następnie był sekretarzem II klasy konsulatu RP w Paryżu od 1 stycznia 1925 do 30 listopada 1927. Następnie powrócił do centrali MSZ w Warszawie i był referentem w Departamencie Polityczno-Ekonomicznym od 1 grudnia 1927. Później był kierownikiem referatu od 19 kwietnia 1933. Od 1 maja 1935 był naczelnikiem Wydziału Polaków Za Granicą w Departamencie Konsularnym (E.II; wzgl. Wydział ds. Mniejszości i Polonii za Granicą). W 1934 jako rezerwy był przydzielony do Oficerskiej Kadry Okręgowej nr I jako oficer reklamowany na 12 miesięcy i pozostawał wówczas w ewidencji Powiatowej Komendy Uzupełnień Warszawa Miasto III. Należał do warszawskiego Koła Harcerzy z Czasów Walk o Niepodległość.
Po wybuchu II wojny światowej przedostał się przez Bałkany (Rumunię i Turcję) na Bliski Wschód. Tam wstąpił do Samodzielnej Brygady Strzelców Karpackich. W 1942 przystąpił do szeregów 2 Korpusu Polskiego (jak się sam określił, był w nim najstarszym porucznikiem), w jego ramach pracował w ramach zabezpieczenia archiwum korpusu i archiwum MSZ, znajdującego się na Bliskim Wschodzie. Od 1944 do 1945 przemierzył szlak przez Kair, Taranto, Rzym, po czym trafił do Londynu.
Po zakończeniu wojny pozostał na emigracji w Wielkiej Brytanii. Od 1945 pracował w Polskiej Bibliotece i Archiwum Polskim Ośrodka Badań RP na Wychodźstwie. 10 lipca 1974 został powołany przez Prezydenta RP Stanisława Ostrowskiego na prezesa Najwyższej Izby Kontroli na Uchodźstwie (po śmierci generała Stanisława Kuniczaka). Kierował izbą od 14 lipca 1978 przez okres niespełna czterech lat, a 15 marca 1978 w wieku 84 lat złożył rezygnację, motywując swoją decyzję złym stanem zdrowia po przebytej chorobie serca, po czym na własną prośbę został odwołany 25 maja 1978, zaś został zastąpiony przez generała Jana Berka. Po odwołaniu z zajmowanego urzędu 25 maja 1978 otrzymał specjalne podziękowanie za swoją służbę na stanowisku Prezesa NIK, wystosowane od Prezydenta RP dr. Stanisława Ostrowskiego wraz z zawiadomieniem o odznaczeniu Krzyżem Komandorskim z Gwiazdą Orderu Odrodzenia Polski w uznaniu za położone zasługi dla Państwa. Ponadto wieloletnim sekretarzem Rady Instytut Józefa Piłsudskiego w Londynie, członkiem Instytutu Spraw Międzynarodowych, członkiem zarządu Stowarzyszenia Polskich Kombatantów w Wielkiej Brytanii, członkiem zarządu Byłych Pracowników Służby Dyplomatycznej. Był autorem publikacji, m.in. z dziedziny spraw narodowościowych.
Zamieszkiwał w londyńskiej dzielnicy Wimbledon przy Salisbury Road 9. Był żonaty, miał córki.
Zmarł 5 lutego 1982 w Londynie i tam został pierwotnie pochowany (w uroczystościach pogrzebowych uczestniczył Prezydent RP na Uchodźstwie Edward Raczyński). Jego prochy zostały przewiezione do Polski i 24 sierpnia 1996 pochowane w grobowcu rodzinnym na cmentarzu przy ul. Rymanowskiej w Sanoku.

## Ordery i odznaczenia
- Krzyż Komandorski z Gwiazdą Orderu Odrodzenia Polski (25 maja 1978)[52][59]
- Krzyż Kawalerski Orderu Odrodzenia Polski (1939)[60]
- Krzyż Walecznych (1920)
- Złoty Krzyż Zasługi[46]
- Medal Niepodległości (16 marca 1937)[61]
- Srebrny Krzyż Zasługi (9 listopada 1931)[62]
- Medal Pamiątkowy za Wojnę 1918–1921[46]
- Odznaka Honorowa „Orlęta”[46]
- Komandor Orderu Korony Rumunii (Rumunia, przed 1938)[46]
- Komandor Orderu Gwiazdy Białej (Estonia, 1938)[63][46]

## Publikacje
- Międzynarodowa ochrona mniejszości (1932)[64][65]
- Podstawy legalizmu: o konstytucyjnym rządzie R.P. w Londynie (1980)[66]